# José María Morelos y Pavón Centro
José María Morelos y Pavón Centro är en ort i Mexiko.   Den ligger i kommunen La Libertad och delstaten Chiapas, i den sydöstra delen av landet, 800 km öster om huvudstaden Mexico City. José María Morelos y Pavón Centro ligger 36 meter över havet och antalet invånare är 807.
Terrängen runt José María Morelos y Pavón Centro är platt, och sluttar norrut. Runt José María Morelos y Pavón Centro är det ganska glesbefolkat, med 21 invånare per kvadratkilometer. Närmaste större samhälle är Emiliano Zapata, 8,1 km nordost om José María Morelos y Pavón Centro. Omgivningarna runt José María Morelos y Pavón Centro är en mosaik av jordbruksmark och naturlig växtlighet.